# John Riseley-Prichard
John Riseley-Prichard (n. 17 ianuarie 1924, Hereford – d. 8 iulie 1993, Thailanda) a fost un pilot englez de Formula 1 care a evoluat în Campionatul Mondial în sezonul 1954.